# 脱走のシーズン
「脱走のシーズン」（だっそうのシーズン）は、Pragueの5枚目のシングル。2012年11月21日にキューンレコードから発売された。

## 解説
前作「バランスドール」から1年3ヶ月ぶりのリリースとなるシングルで、3rdアルバム『ある篝火について』からの先行シングル。
本作は、バンド初の映画主題歌。
ミュージック・ビデオが、10月26日に生出演したUstream番組『はみでろ！キューンch.』にて初公開された。
本作発売直前にあたる、11月17日に下北沢GARAGEでレコ発ライブ『5th Single「脱走のシーズン」RELEASE LIVE & Prague Tokyo Circuit 2012 FINAL』が開催された。
なお、翌年に活動休止を発表したため、本作が最後のシングルとなる。

## 収録曲
- 全作詞：鈴木雄太 作曲：Prague

1. 脱走のシーズン [4:29]
  - 映画『ぼくが処刑される未来』主題歌

「抵抗せよ、日常にあらがえ」というメッセージ性を持った楽曲[2]。
3rdアルバム『ある篝火について』には、ライブで録音された音源で収録されているため、スタジオ音源はアルバム未収録となっている。
2. 魂のシルエット [3:35]
3rdアルバム『ある篝火について』には、ライブで録音された音源で収録されているため、スタジオ音源はアルバム未収録となっている。
3. 脱走のシーズン (agraph remix) [4:27]
agraphによってリミックスされた音源。アルバム未収録。

## 収録アルバム
- ある篝火について（＃1,2 / ライブ音源）